# Essenbach
Essenbach est une commune allemande située dans le sud de la Bavière à environ 13 km de Landshut et 80 km de Munich.

## Jumelages
- Savigneux (France) depuis 1997 (département de la Loire, région Rhône-Alpes)[1]
- Savignano Irpino (Italie) depuis 2005 (Province d'Avellino, région Campanie)[1]